# Choriolaus sulcipennis
Choriolaus sulcipennis är en skalbaggsart som beskrevs av Linsley 1970. Choriolaus sulcipennis ingår i släktet Choriolaus och familjen långhorningar. Inga underarter finns listade i Catalogue of Life.